# Chajredin (gmina)
Chajredin (bułg. Община Хайредин) – gmina w północno-zachodniej Bułgarii, w obwodzie Wraca.

## Miejscowości
Miejscowości wchodzące w skład gminy Chajredin:
- Botewo (bułg.: Ботево),
- Byrzina (bułg.: Бързина),
- Chajredin (bułg.: Хайредин) – siedziba gminy,
- Manastiriszte (bułg.: Манастирище),
- Michajłowo (bułg.: Михайлово),
- Rogozen (bułg.: Рогозен).